# Ta Joj

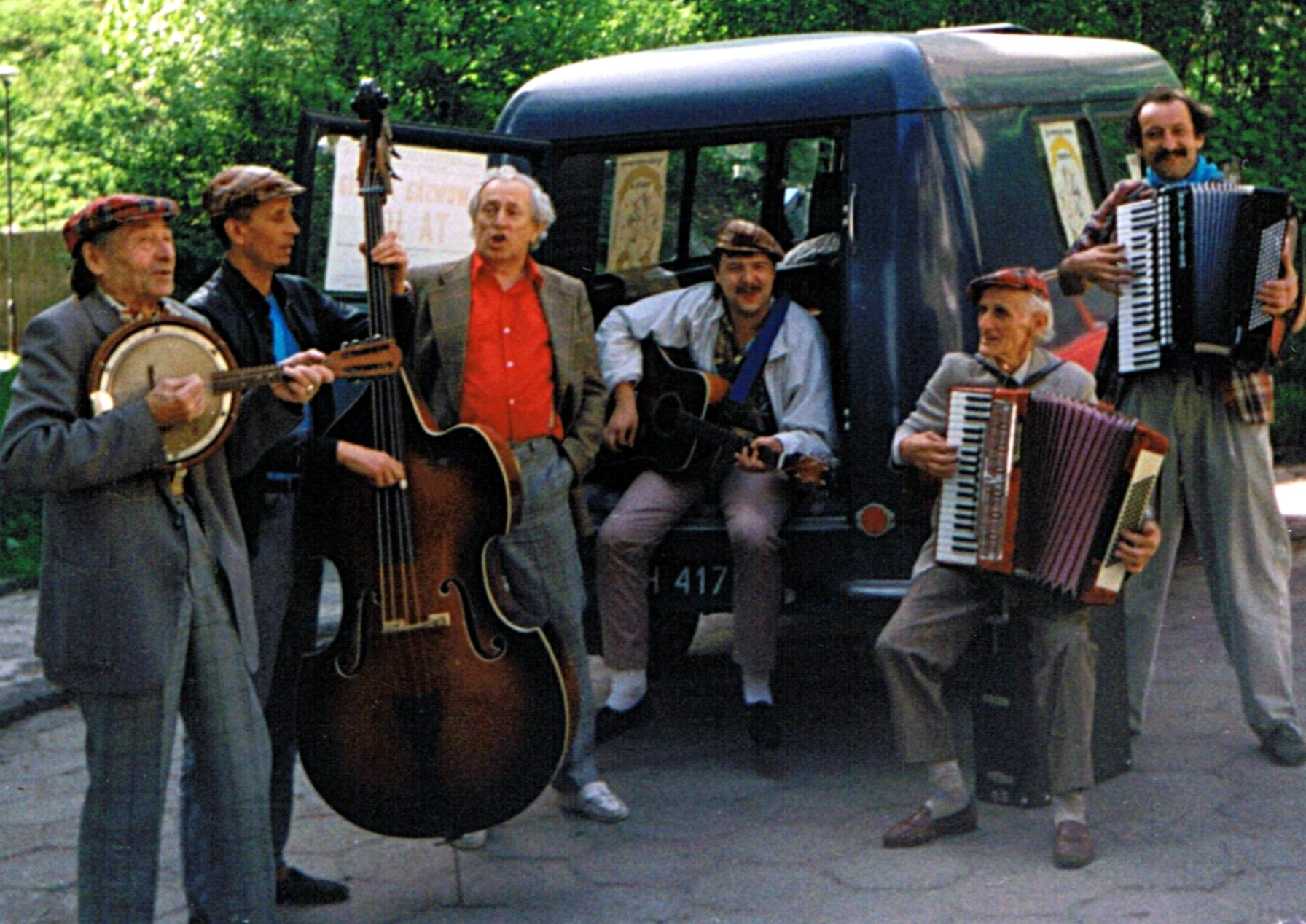
Kapela Ta Joj z początku lat dziewięćdziesiątych. Od lewej: Kazimierz Galikowski, Andrzej Daczkowski, Adam Wojdyło, Artur Dobiszewski, Tadeusz Wanat, Janusz Krupa

Lwowska kapela Ta Joj – folkowy zespół muzyczny pod patronatem Centrum Kulturalnego w Przemyślu, grający tradycyjną muzykę kapel podwórkowych Lwowa.

## Historia
Założycielem kapeli był Kazimierz Galikowski – kompozytor, aranżer, śpiewak i instrumentalista, absolwent przedwojennej Salezjańskiej Szkoły Organistowskiej w Przemyślu. W roku 1936 wyjechał w celach zarobkowych z Przemyśla do Lwowa, gdzie zatrudnił się jako pracownik kolei. Chcąc dorobić do skromnej pensji, założył własną orkiestrę uliczną, jak nazywano wówczas zespoły muzykujące pod oknami, na ulicach i podwórkach miejskich przedwojennej Polski.
Podczas drugiej wojny światowej Galikowski został wywieziony na roboty przymusowe do Niemiec, gdzie również znalazł chętnych do muzykowania.
Po wojnie kapele tworzone przez Kazimierza Galikowskiego zmieniały nazwy, składy oraz patronów. Koncertowały na wielu scenach w kraju i za granicą, wielokrotnie ich występy były rejestrowane przez różne stacje radiowe i telewizyjne.
Zalążek przyszłej Lwowskiej Kapeli Ta Joj powstał przy Domu Kultury "Kolejarz" w Przemyślu w roku 1958. Grupa przyjęła nazwę Przemyska Kapela Podwórkowa, a jej członkami stali się byli Lwowiacy. W czasach PRL-u zakazane było oficjalne poruszanie kwestii polskości Lwowa, z tego też powodu kapela zmuszona była do przerabiania swojego podstawowego repertuaru. Przykładowo refren piosenki "Tylko we Lwowie" musiał być przerobiony na "tylko w Przemyślu". Dopiero w roku 1988, kapela mogła zmienić nazwę na "Lwowska Kapela Podwórkowa".
Nazwa Ta Joj została zapoczątkowana na jednym z koncertów we Wrocławiu, gdzie konferansjer Janusz Budzyński powitał zespół słowami gwary lwowskiej: tajojki przyjichali.
Kazimierz "Kiju" Galikowski zmarł 7 marca 2002 w wieku 89 lat. Jego dzieło kontynuują pozostali członkowie zespołu.

## Dorobek artystyczny
Dorobek artystyczny kapeli to sześć kaset magnetofonowych, trzy płyty kompaktowe, jedna kaseta wideo oraz wiele występów w programach radiowych i telewizyjnych, m.in. w Telewizyjnej, podwórkowej liście przebojów Bohdana Łazuki oraz Lwowskich wspominkach spod choinki w TVP3.
Od trzech lat w studiu koncertowym Polskiego Radia w Rzeszowie odbywa się karnawałowo-noworoczny koncert kapeli Ta Joj.
Kapela zdobyła wiele nagród na międzynarodowych i krajowych festiwalach, m.in. w roku 2007 Grand Prix w Koronowie z sesją nagraniową w Polskim Radio "PiK" w Bydgoszczy.
Ta Joj ma za sobą również trasę koncertową po Stanach Zjednoczonych – od Nowego Jorku przez Chicago po Florydę.

## Obecny skład
- Agnieszka "Rywka", "Czarna Mamba" Wątróbska – śpiew, kier. muzyczny
- Andrzej "Napór" Wypor – akordeon
- Andrzej "Cichy" Daczkowski – kontrabas